# Kenan Özer
Kenan Özer (* 16. August 1987 in Nikosia) ist ein zyprisch-türkischer Fußballspieler.

## Karriere

### Verein
Özer kam als Sohn von Zyperntürken in Nikosia auf die Welt und begann hier mit dem Vereinsfußball. 2003 wechselte er als Sechzehnjähriger in die Jugend von Osmaniyespor. Bereits ein Jahr später wechselte er von hier aus in die Jugend von Beşiktaş Istanbul. 2006 wurde er hier vom Trainer der Profis, Jean Tigana, entdeckt und auf dessen Wunsch mit einem Profivertrag versehen. Am 2. Februar 2006 machte er beim Ligaspiel gegen Çaykur Rizespor sein Profidebüt.
Ab dem Frühjahr 2007 spielte er der Reihe nach als Leihspieler bei Karşıyaka SK, İstanbulspor, Kayseri Erciyesspor und Çaykur Rizespor.
2010 wechselte er ablösefrei zum Erstligisten Antalyaspor. Nachdem er hier eineinhalb Jahre lang ein Reservistendasein fristete, wechselte er zur Rückrunde der Saison 2011/12 zum Zweitligisten Boluspor.
Bereits zum Saisonende verließ Özer Boluspor wieder und wechselte zum Süper-Lig-Aufsteiger Akhisar Belediyespor.
In der Wintertransferperiode 2014/15 wechselte er zum Ligarivalen Torku Konyaspor. Nach einem Jahr bei Konyaspor zog er im Januar 2016 zum Zweitligisten Adana Demirspor weiter.
Im Sommer 2015 wechselte er zu MKE Ankaragücü. Mit diesem Verein beendete er die Drittligasaison 2016/17 als Meister und stieg in die TFF 1. Lig auf.

### Nationalmannschaft
Özer wurde 2006 mehrmals für die Türkische U-19-Nationalmannschaft nominiert und absolvierte für diese fünf Begegnungen.

## Erfolge
Mit MKE Ankaragücü
- Meister der TFF 2. Lig und Aufstieg in die TFF 1. Lig: 2016/17
- Vizemeister der TFF 1. Lig und Aufstieg in die Süper Lig: 2017/18